# Électropêche
Pour les articles homonymes, voir Pêche et pêche électrique.

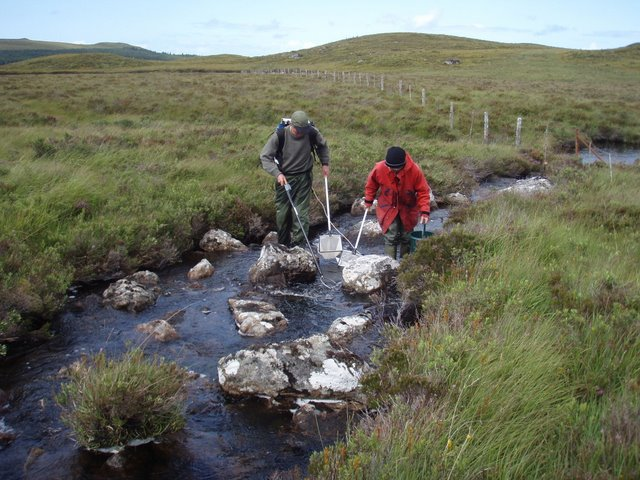
Exemple d'électropêche sur petit cours d'eau (Uidh Mhich'ille Riabhaich, Royaume-Uni), rendue difficile par la présence de nombreux blocs de roches.

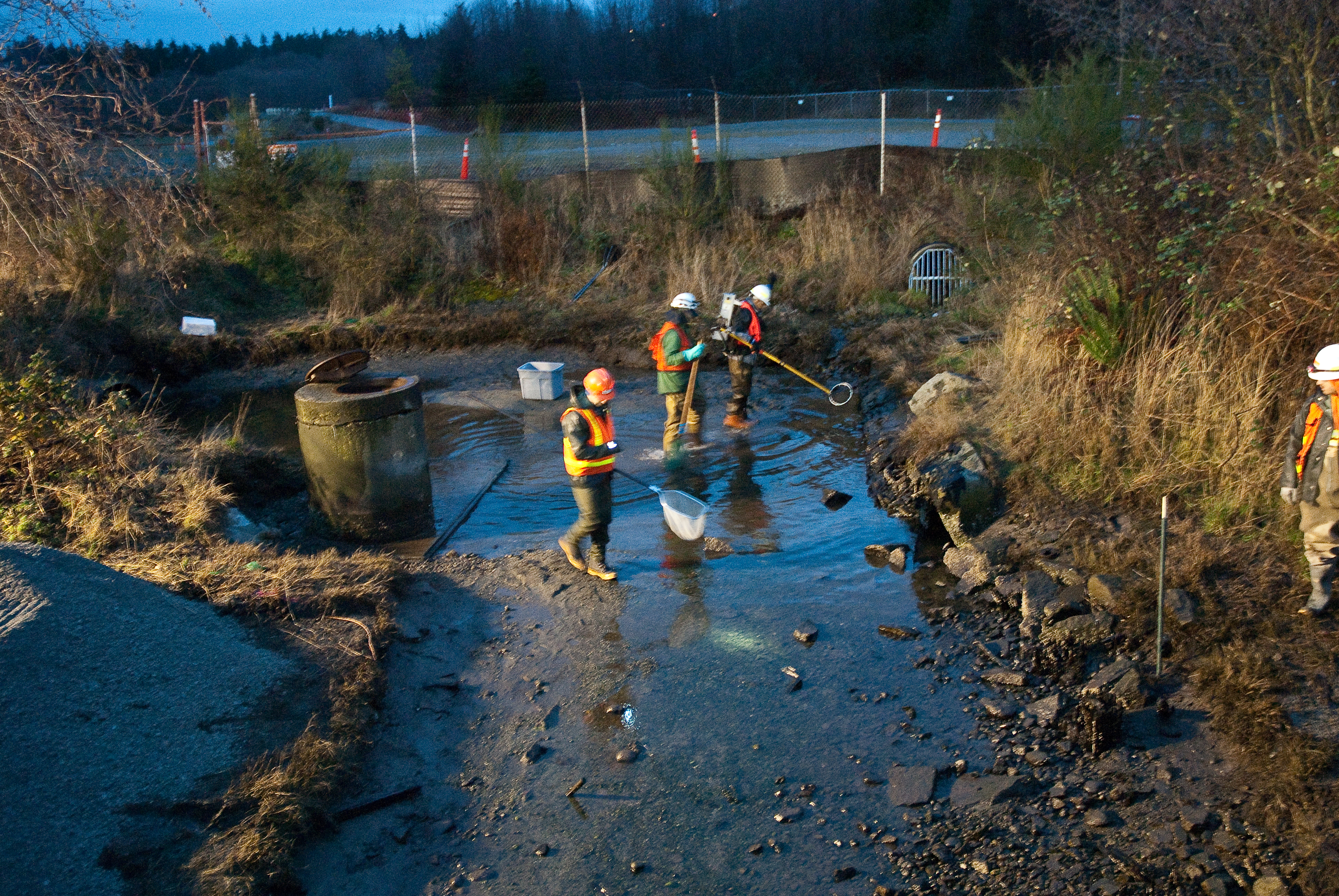
L'électropêche peut aussi se pratiquer en milieu très artificialisé. Il est recommandé d'alors bien vérifier la température et la conductivité de l'eau, pour infliger un stress minimal aux poissons et autres organismes aquatiques.

La pêche électrique ou électropêche (electrofishing pour les anglophones) désigne tous les moyens de pêcher des organismes aquatiques, le plus souvent des poissons, au moyen d'un courant électrique. Les poissons sont attirés puis paralysés par le courant électrique, ainsi ils remontent à la surface.
C'est un moyen de pêche contrôlé : interdit ou réservé à certains usages. Cette méthode étant très efficace, elle implique un risque de surexploitation des ressources halieutiques.
L'électropêche est devenue à la seconde moitié du XXe siècle un moyen standard et très pratique d'étude des populations de poissons. Il a longtemps été considéré comme sans impacts significatifs sur la faune et les milieux (sans études le montrant). Puis, plus récemment, de nombreux travaux scientifiques, pour la plupart effectués dans les années 1990, ont montré que les impacts physiologiques et écologiques de ce mode de surveillance ne sont pas anodins ; si les poissons n'en meurent que rarement, un champ électrique inapproprié pour une espèce vulnérable peut provoquer des blessures internes non visibles, blesser ou parfois tuer l'animal qui y est exposé, laisser des séquelles durables chez certains poissons et éventuellement affecter les embryons, alevins ou juvéniles.
Les poissons sont plus ou moins sensibles aux champs électriques selon leur espèce et leur âge ou le milieu (la conductivité de l'eau varie beaucoup selon sa salinité et dureté), mais toutes les espèces semblent pouvoir être affectées. En juin 2000, le National Marine Fisheries Service américain (NMFS) considérait qu’« il y a amplement assez de preuves que l'électropêche puisse causer des dommages graves pour les poissons et la position générale de l'Agence est d'encourager les chercheurs à rechercher d'autres moyens moins invasifs » (suivi par caméra subaquatique ; suivi par méthode acoustique (sonar/sondeur mono faisceau comme on le fait dans les lacs, ce qui implique de tenir compte des biais de la méthode ; analyses par barcoding moléculaire...).
Aux États-Unis, dès 1998, JL Nielsen a suggéré à l’American Fisheries Society (AFS) d'élaborer des lignes directrices pour les méthodes d'échantillonnage moins invasives, et d'adopter et promouvoir une politique sur l'utilisation plus éthique de cet usage de l'électricité par les organismes fédéraux ou d'État, et de mieux réglementer toutes les activités de pêche électrique dans tous les habitats où vivent des poissons sauvages, au profit de méthodes alternatives d'étude (estimations visuelles,, ou autres), moins invasives, chaque fois que possible dans tous les cas où il peut être démontré que l'électropêche peut significativement réduire la capacité d'une population à se maintenir, par exemple dans les nombreux endroits où certaines populations sauvages et menacées de salmonidés  ne conservent plus que quelques dizaines de couples reproducteurs. L'administration américaine a produit un tel guide en 2000.

## Principe
Beaucoup d'organismes aquatiques, et les poissons en particulier, disposent d'organes très sensibles aux champs électriques. Le champ électrique généré par le matériel de pêche électrique est inhabituellement élevé pour ces organismes. Il « choque » les poissons présents ; pas assez pour les tuer (à cette tension), mais assez pour les forcer à se laisser remonter entre deux eaux ou en surface, où ils peuvent facilement être récupérés grâce à une épuisette. Certains poissons (brochets par exemple) peuvent précocement détecter le champ, l'opérateur ou le bateau et s'enfuir avant d'être étourdis.

## Pêche électrique en eau douce

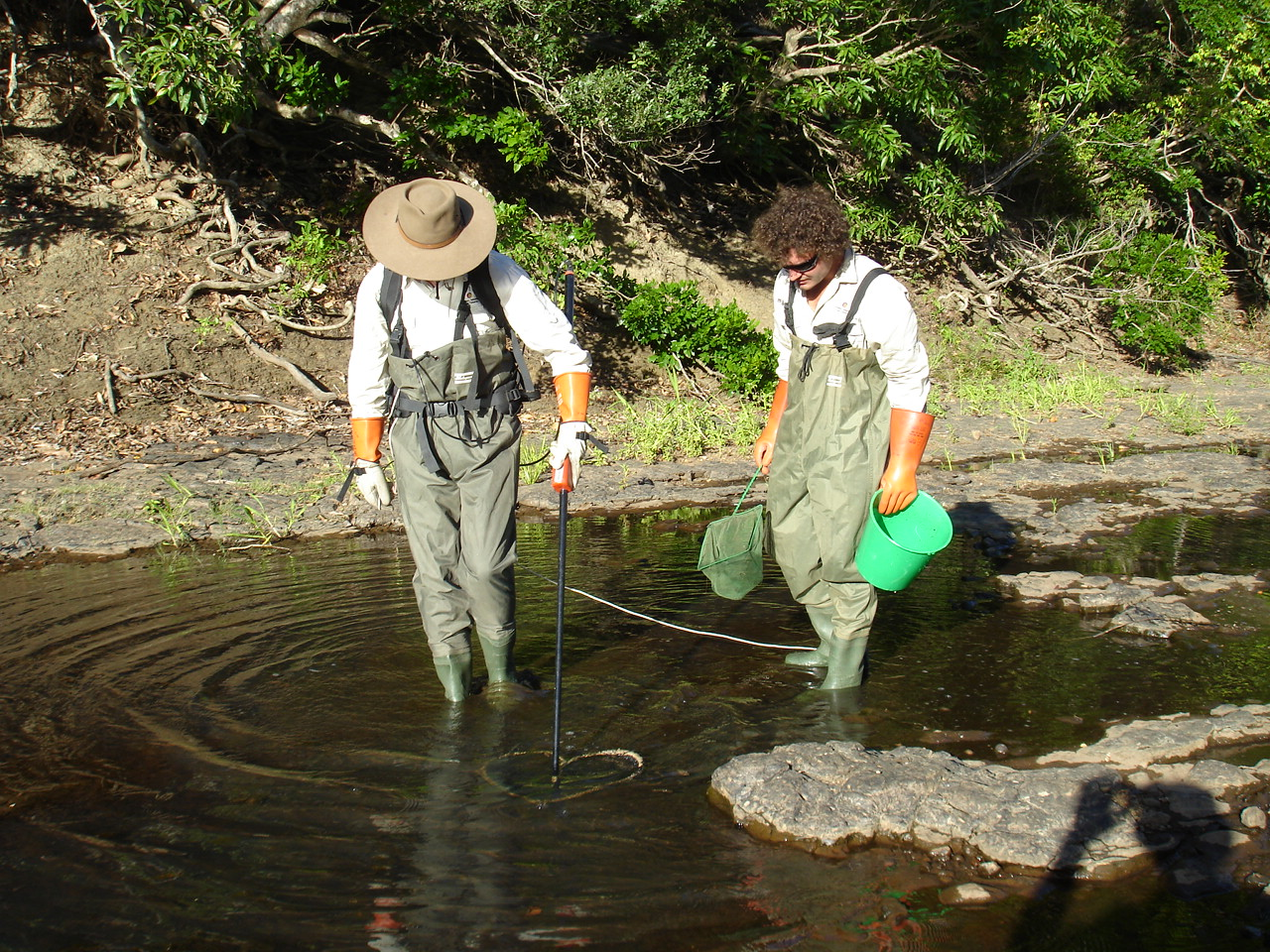
Pêche électrique effectuée par deux scientifiques australiens (décembre 2007) pour le suivi d'une population d'espèce invasive (tilapias africains en l'occurrence, introduits en Australie et notamment trouvés dans l'Endeavour River.

Elle utilise un courant de faible intensité, généralement diffusé dans le cours d'une rivière à l'aide d'une perche contenant un conducteur électrique et terminée par un anneau. Cette perche est alimentée par une batterie .
Le matériel peut être tenu à la main, ou installé sur un bateau.

### Utilisations
Cette technique est interdite pour la pêche (alors assimilée à du braconnage).
- Elle n'est légalement autorisée que pour réaliser des études sur les ressources halieutiques : comptage, mesures, pesée et éventuellement marquage / baguage. C'est alors une méthode à seul but scientifique et les poissons, après avoir retrouvé leurs « esprits » et avoir été ré-oxygénés, sont relâchés dans le milieu naturel.
- Toujours par un personnel autorisé (ex : ONEMA en France), elle peut être utilisée pour récupérer plus facilement des poissons dans un milieu qui doit être vidé de son eau ou détruit (par le passage d'une infrastructure par exemple), afin de transférer ces poissons vers un autre habitat.
- Dans les mêmes conditions, dans le cadre d'une gestion restauratoire des ressources, la pêche électrique peut permettre de récupérer la semence de reproducteurs, pour insémination artificielle d'œufs, à fin d'élevage pour réintroduction dans le milieu.
- Un faible champ électrique tue les embryons de poissons d'autant plus qu'ils sont gros. Un auteur[12] a sur cette base proposé que le matériel de pêche électrique puisse dans certains cas particuliers être utilisé pour protéger certaines espèces autochthones menacées (à petits embryons) en éliminant des espèces invasives à gros embryons telles qu'Oncorhynchus mykiss (à la date de l'intervention[C'est-à-dire ?]). Néanmoins d'autres études montrent que la croissance des autres embryons peut ensuite être freinée, même s'ils ne meurent pas. Les effets physiologiques profonds étant encore mal connus, la prudence et une étude d'impact préliminaire sont recommandées quand des espèces menacées sont en jeu.

### Risques et impacts écologiques
Un impact positif reconnu est la contribution de cet « outil » au monitoring des populations de poissons, particulièrement dans les systèmes lotiques.

## Effets négatifs sur les poissons
De nombreux organismes aquatiques d'eau douce et marins, notamment vivant dans les eaux turbides, sont très sensibles à de faibles champs électriques, dont les poissons. Certains poissons comme le poisson-torpille exploitent cette vulnérabilité en émettant des décharges électriques capables de tuer ou assommer leur proie ou pour se défendre.
La pêche électrique a été longtemps utilisée sans qu'on se soit préoccupé de ses impacts indirects ou différés sur les poissons et leur environnement. Elle a fait l'objet d'inquiétudes, et de plusieurs protocoles d'évaluation d'impacts dans les années 1990,,. Les impacts physiologiques des champs électriques sur le poisson commencent à être mieux compris pour certaines espèces (truite arc-en-ciel en particulier,,, assez pour déjà pouvoir réduire certaines blessures chez certaines espèces (truite arc-en-ciel par exemple), mais sans l'être complètement, à long terme notamment.
Outre qu'elle peut être utilisée pour braconner, la pêche électrique produit en effet diverses séquelles chez certains poissons :
- Blessures[25],[26], Schill, D. J., et K. F. Beland. 1995. Electrofishing injury studies : a call for a population perspective. Fisheries 20(6):28–29.
- Modification physiologiques (du sang par exemple[27]).
- Retard de croissance[28],[29] (notamment en cas d'exposition répétée[30]).
- Mortalité à court terme d'embryons (d'autant plus que l’embryon est développé[12]).
- Mortalité à court terme de juvéniles[31].
- Mortalité à court ou moyen terme d'adultes, rare (1 % des poissons environ) si le matériel est correctement utilisé, mais plus importante en cas de tension trop élevée ou d'exposition répétée d'un même poisson[32] ou de tension élevée[33],[34],[35].
- Moindre fertilité[36].
- Dommages à la moelle épinière, observables à l'autopsie, et détectés dès les années 1960 par les biologistes[37],[38],[39],[40].
- Changements comportementaux, peut-être en raison de dommages au système nerveux[41].
- Moindre survie, dont à cause d'une augmentation de la vulnérabilité à la prédation en aval ou après le traitement, pour des poissons exposés à l'air[42], (blessés ou encore choqués)[43],[44] etc.
- Moindre capacité à réussir la ponte, dont chez des espèces menacées telles que Xyrauchen texanus[45].
- Impacts sur les capacités de survie des embryons[12] ou larves, avec des effets différents selon le stade de développement embryonnaire (épibolie / gastrulation...), la durée d'exposition et le type d'impulsion électrique. Ces effets ont été étudiés dans les années 1990 en laboratoire chez le poisson Xyrauchen texanus[46]. Chez cette espèce, à la 4e semaine, la survie des larves ayant subi un choc électrique n'est pas diminuée, mais leur croissance sera réduite[46]. pour cette espèce, un champ électrique nuit à la survie des embryons et larves d'une frayère au-delà d'une intensités de champ électrique d'l V / cm.
- Effets sur le système immunitaire des embryons ou alevins, étudiés en Amérique du Nord chez le saumon chinook (Oncorhynchus tshawytscha). Un effet immunosuppresseur a été détecté chez des juvéniles en 2001, mais qui semblait ne durer que quelques dizaines d'heures[47], (suppression de la capacité des leucocytes à générer des anticorps, 3 heures après l'exposition à l'électrochoc pulsé (dans ce cas une impulsion de 300 V, 50 Hz, durant 8 ms); cette fonction était récupérée en 24 h environ. Un effet de durée et d'ampleur comparables était en outre constaté à la suite d'autres types de stress aigu. Le mécanisme pourrait passer par une élévation plasmatiques du cortisol (hormone de stress) induite par l'électrochoc. D'autres fonctions immunitaires dépendant des lysozymes des muqueuses, et de l'activité respiratoire ne semblent par affectées par un électrochoc. L'électrochoc ne semble pas aggraver l'infection ni le nombre d'individus morts, mais diminuer le temps de survie des poissons malades. Les auteurs concluent qu'en condition normale d'utilisation, la pêche électrique n'aggrave pas le risque pour une population de développer anormalement des maladies. 
En 2017 des effets marqués sur le système immunitaire ont été expérimentalement constatés chez une autre espèces (carpe commune ; Cyprinus carpio)[48].
- L'exposition à l'air pour les mesures et la prise de poids du poisson aggrave les conséquences[49]. La truite arc-en-ciel a une nage perturbée à la suite de l'exposition à l'air, ou d'un choc électrique (courant continu lors de l'expérience)[49]. L'épuisement du poisson augmente avec la durée de l'exposition à l'air (0–4 min) après le choc électrique ; qui se traduit par une prolongation progressive de l'incapacité à nager contre le courant (durant 1 à 6 h)[49]. Le choc électrique lui-même diminue chez la truite arc-en-ciel l'endurance à la nage de manière identique à un exercice forcé de 5 minutes, probablement en raison d'une chute du pH intracellulaire[49].

En Amérique du Nord, avec l'aide de l'U.S. Fish and Wildlife Service et de l'Aquarium du Tennessee, les séquelles de la pêche électrique sur deux espèces menacée et en voie de disparition ont été étudiées à l'université d'Alaska, ; les poissons en question étant Notropis mekistocholas et Cyprinella monacha, respectivement en Caroline du Nord et dans les bassins versants sud des Appalaches (non pas sur des spécimens sauvages, mais sur des stocks résultant d'élevages en écloserie dans le cadre de plans de restauration de ces espèces).
Des groupes de 18 à 21 de ces poissons issus d'élevages ont — dans des conditions contrôlées — été exposés à des champs électriques 3, 6, 12, 24 ou 48 secondes, à des tensions de 140, 240 ou 340 V et à divers types d'impulsions  (CA, CC, 60 ou 120 Hz). La réponse dominante des poissons a varié d'une brusque modification de comportement (fuite) à une paralysie en passant par des troubles de l'équilibre. Ces poissons ont été maintenus dans l'eau et comparés à un groupe témoin durant 36 heures après le maltraitement. Des blessures internes dues à la pêche électrique ont été évaluées chez les poissons maltraités par la dissection et examen au microscope et des radiographies dorso-ventrales et latérales ont été faites (avec du matériel de mammographie et des écrans intensificateurs) pour les poissons survivants comme pour ceux qui sont morts. Les auteurs estiment que des petits poissons menacées de disparition peuvent être échantillonnés par pêche électrique avec des blessures et une mortalité minimisées si des champs électriques appropriés sont utilisés (en termes de tension et de forme d'onde), en évitant les frayères et les zones fréquentées par les alevins dans la mesure du possible. Ils ont toutefois conclu que « le risque de mortalité minime peut être ou ne pas être acceptable pour les Agences ou organismes chargés de la protection ou gestion de ces espèces » et que le choix de la tension doit être sur le terrain fondé sur la réponse du poisson, et que les opérateurs de terrain devrait minimiser la tension en fonction de la réponse du poisson.
D'autres expériences ont visé des poissons plus communs (truite arc-en-ciel ; Oncorhynchus mykiss). Ainsi 350 truitelles d'élevage ont été exposés à un champ électrique induit par un courant de 300 V (CC ou en continu à basse fréquence (30‑Hz) CC pulsé en un ou trois électrochocs. La mortalité directe était faible (1 % environ) dans tous les cas, mais des blessures constatables concernaient 15 à 39 % des poissons exposés, le CC pulsé[Quoi ?] provoquant le plus grand nombre de blessures (mais généralement moins sévères) qu'avec le CC. L'exposition à plusieurs chocs causait plus de lésions de la moelle épinière qu'un seul passage dans le champ électrique. Les poissons plus grands et plus lourds ont présenté plus de blessures à la moelle épinière (blessures fréquemment observées chez les poissons exposés à des champs électriques importants). Les poissons électrochoqués ont ensuite présenté un taux de croissance réduit, sans différence statistiquement significative induite par le type de maltraitement. La croissance en longueur a été significativement réduite avec chez les poissons présentant les blessures les plus graves. La croissance ne semble pas directement affectée par les électrochocs, mais secondairement, par les lésions médullaires induites, la crise de croissance étant proportionnelle à la sévérité des dommages à la moelle. Si on extrapole ces données expérimentales au terrain, les études où moins de 20 % d'une population de truites sont échantillonnées par pêche électrique devraient induire une diminution moyenne de 3 % ou moins de la croissance de la population (avec électrochocs de type CC ou (30‑Hz) CC pulsé).

### Effets négatifs sur d'autres espèces
Ils ne semblent pas avoir fait l'objet de recherches importantes. Même si le champ électrique était sans effets sur les invertébrés, quand la pêche électrique est pratiquée à pied et non en bateau, le risque existe d'écraser des espèces vivant dans le substrat, dont par exemple des moules d'eau douce à la coquille assez fragile de type Unio/anodontes, notamment de jeunes individus appartenant éventuellement à une espèce menacée telle que la mulette perlière Margaritifera margaritifera.

### Législation
En Europe la pêche électrique est réservée aux seules autorités halieutiques compétentes (ex : ONEMA en France).
Au Québec, il faut un permis spécial délivré par le Ministère pour la capture des animaux sauvages à des fins scientifiques, éducatives ou de gestion de la faune.

### Directives et recommandations
Aux États-Unis, des guides et manuels d'aide à la rédaction de protocoles, et une directive (« Guideline ») de 2006 ont été publiés. La directive de 2006 est destinée aux équipes de terrain et à leurs superviseurs, pour notamment mieux protéger les salmonidés menacés des effets secondaires ou collatéraux de l'électropêche. Elle porte sur les points suivants :
Formation et acquisition d'expérience appropriées aux techniques d'électropêche.
Cette formation peut être acquise via des programmes offerts par le US Fish and Wildlife Service et le Centre de formation national à la conservation, qui abordent le propriétés de l'électricité, les circuits électriques, la formation à la sécurité, et qui sensibilisent sur les blessures faites aux poissons, et aux moyens de les minimiser.
Un chef d'équipe doit avoir une expérience d'au moins 100 heures de pratique de pêche électrique utilisant un équipement similaire à ceux que l'équipage utilisera. L'expérience du chef d'équipe doit être documentée et disponible pour confirmation (sous forme d'un journal de bord par exemple). La formation des équipes inexpérimentées doit avoir lieu dans des eaux ne contenant pas d'espèces figurant sur la liste des espèces de poissons menacés de l'ESA.
La formation de terrain doivent comporter les éléments suivants :
1. Examen des directives et recommandations du fabricant des équipements (y compris pour l'entretien matériel de base) ;
2. Définitions de la terminologie de base (narcose, galvanotaxie, tétanie...) et des explications sur la façon dont le champ électrique peut attirer les poissons et agir sur leur système nerveux et musculaire.
3. Une démonstration du rôle de chaque membre de l'équipe, et de la bonne utilisation des équipements de pêche électrique (incluant une explication sur la façon dont ces engins peuvent blesser des poissons et comment reconnaître les symptômes de blessures internes).
4. Une démonstration des bonnes pratiques en matière de manipulation des poissons (le maintenir à l'air aggrave le stress dû à l'électrochoc), éventuellement anesthésié et des techniques de réanimation.
5. Une session de terrain, où les néophytes vont effectivement exécuter chacun des rôles des membres d'un équipage de pêche électrique.

Meilleure coordination de la recherche :
Pour limiter tout stress inutile pour les poissons, les activités de recherche doivent être coordonnées entre les différents organismes et parties prenantes pour d'éviter la redondance de plusieurs pêche électrique au même endroit et ne pas suréchantillonner de petites populations.
Les chercheurs devraient chercher activement à mieux partager leurs données sur les espèces menacées ou en voie de disparition afin d'améliorer le rendement des résultats d'échantillonnages de poisson. Le NMFS invite les agences d'État impliquées dans la pêche à jouer un rôle majeur dans la coordination de la recherche sur les salmonidés et il encourage les chercheurs à discuter de leurs plans d'études avec ces organismes avant d'approcher le NMFS pour obtenir un permis de l'ESA.
Pré-enquêtes sur le site, pour optimiser le réglage des équipements :
1. Pour éviter tout contact avec des adultes reproducteurs ou des frayères actives, les chercheurs doivent faire une enquête, au moins visuelle, minutieuse de la zone à échantillonner avant de commencer toute pêche électrique.
2. Avant tout début de l'échantillonnage sur un nouveau site, la température et la conductivité de l'eau doivent être mesurées pour évaluer et ajuster les paramètres d'électrochoc. Aucune pêche électrique devrait être pratiquée quand la température de l'eau dépasse 18 °C ou quand elle est susceptibles de s'élever au-dessus de cette température avant la fin d'une pêche électrique (en outre, des études scientifiques du NMFS ont conclu qu'aucune pêche électrique ne devrait avoir lieu dans les bassins côtiers de la Californie quand la conductivité de l'eau dépasse 350 {microS}/cm), sachant qu'en eau stagnante ou faciès très lentique, la température peut varier selon la profondeur et l'ensoleillement.
3. Chaque fois que possible, un filet devait être placé en aval de la zone échantillonnée pour récupérer les poissons étourdis qui peuvent dériver.
4. Le bon état de l'équipement doit être vérifié et les opérateurs doivent passer les contrôles de pré-saison du fabricant, respecter toutes les dispositions, et d'enregistrer par écrit leurs travaux d'entretien majeur dans un journal de bord.
5. Chaque séance de pêche électrique doit commencer avec la vérification des paramètres suivants : tension (jamais plus de 400 volts en Californie), niveau d'impulsion  et de fréquence réglés sur le minimum nécessaire à la capture des poissons en les blessant le moins possible. Ces paramètres peuvent être progressivement augmentés uniquement jusqu'au seuil permettant une paralysie suffisante des poissons pour leur capture, sans jamais dépasser un maximum fonction de la conductivité (selon la directive américaine de 2006, pour un équipement portable, la tension initiale doit être 100 V ; elle peut être portée au maximum à 1 100 V dans une eau à faible conductivité (moins de 100 μS/cm) ; max, elle ne doit pas dépasser 800 V pour une conductivité comprise entre 100 et 300 μS/cm et ne jamais dépasser 400 V pour une conductivité de plus de 300 μS/cm) ; le réglage initial doit correspondre à des impulsions de 500 μs portées au maximum à 5 ms. La fréquence initiale doit être 30 Hz, portée au maximum à 70 Hz (sachant que les blessures aux poissons augmentent à partir de 40 Hz).
6. Seuls un courant continu (CC) ou un système à redresseur produisant des impulsions de courant continu ( CCP) peuvent et doivent être utilisés.

Préconisations techniques :
1. L'échantillonnage est à commencer en basse tension et en courant continu, en augmentant progressivement la tension jusqu'à ce que les poissons se laissent capturer.
2. Si la capture de poissons ne réussit pas en courant continu, l'opérateur peut alors jouer sur la tension et la fréquence d'impulsion (durée, amplitude et fréquence).
3. L'opérateur doit chercher à minimiser les dommages aux poissons. Un segments de cours d'eau doit être échantillonnés méthodiquement, en déplaçant l'anode en continu selon un motif en chevrons (si la configuration du cours d'eau le permet) dans l'eau. Des précautions doivent être prises dans les zones où les concentrations de poissons sont élevées, en présence d'entrelacs de bois mort, racines ou berges surcreusées ou surplombantes) et en eaux peu profondes où les pêcheurs souhaitent souvent des comptages de juvéniles de salmonidés. Les gradients de tension peut être trop élevée quand les électrodes sont en eau peu profonde où les couche limite (surface de l'eau et du substrat) tendant à intensifier le champ électrique.
4. Ne pas opérer dans un même lieu durant une période prolongée (par exemple, sous des berges surplombantes) et inspecter régulièrement les filets recueillant les poissons tétanisés.
5. Les poissons ne doivent jamais entrer en contact avec l'anode (la zone de préjudice potentiel pour les poissons est d'environ 50 cm autour de l'anode).
6. Les opérateurs d'une pêche électrique doivent être toujours attentifs à l'état du poisson et modifier ou annuler l'échantillonnage en cas de problèmes tels que des temps anormalement longs de récupération du poisson, présence de symptômes de stress ou blessures, mortalité (surtout en présence d'espèces menacées ou protégées).
7. Les personnes manipulant les épuisettes doivent éloigner les poissons étourdis du champ électrique le plus vite possible.

Traitement des échantillons et rédaction des documents :
1. Les poissons doivent être étudiés aussitôt que possible après leur capture, pour minimiser leur stress, ce qui implique une équipe bien préparée et formée, et un nombre suffisant de personnes dans les lieux a priori riches en poissons.
2. Toute procédure d'échantillonnage doit être assortie d'un protocole à respecter pour la protection du poisson. Les opérateurs doivent veiller à maintenir de bonnes conditions dans les récipients, à ne pas y mettre trop de poissons, et le cas échéant au fonctionnement des pompes à air, aux transferts d'eau, etc., tant que nécessaire. Les gros poissons et prédateurs devraient être séparés des poissons-proies de petite taille plus petite, pour limiter le risque de prédation dans les bacs de confinements.
3. L'utilisation d'un anesthésique adaptée et homologuée peut réduire le stress des poissons. Elle est recommandée quand une manipulation additionnelle de poisson est nécessaire (par exemple pour les mesures de taille, poids, le marquage, la recherche de parasites, etc.).
4. Les poissons doivent être manipulés avec précaution (par exemple, à l'ombre, en utilisant une table de mesure mouillée par arrosage, en évitant toute surpopulation dans des seaux, etc.).
5. L'état général du poisson doit être observé, ainsi que les symptômes de trauma interne (par exemple via un allongement du temps de récupération, changements de couleurs, symptômes de lésions de la moelle). Chaque poisson devrait être complètement rétabli avant d'être relâché à l'endroit où il a été capturé. Un plan visant à atteindre un bon retour dans l'habitat approprié devrait être mis au point avant chaque séance d'échantillonnage. En outre les poissons figurant sur la liste des espèces menacée doivent être traités et relâchés en priorité.
6. Les paramètres pertinents de qualité de l'eau (conductivité et température notamment) et les comptes-rendus d'échantillonnage (décrivant notamment les paramètres de choc, l'état des poissons, les blessures, le taux de mortalité) devraient être enregistrées dans un journal de bord pour améliorer la technique et aider les opérateurs à en former de nouveaux. Les données de blessures ou de mortalité doivent inclure celles dues à l’échantillonnage par électropêche, mais aussi dues aux manipulations des poissons.